# Герб Клецка
Герб города Клецк (бел. Герб горада Клецк) — официальный геральдический символ города Клецк и Клецкого района Минской области Республики Беларусь.

## История
С 1558 года Клецком владели князья Радзивиллы. Город и все Клецкое княжество были подарены Николаю Радзивиллу Чёрному королем польским и великим князем литовским Сигизмундом Августом. В 1586—1939 годах город являлся центром Клецкой ординации Радзивиллов — крупного неотчуждаемого магнатского образования в составе Клецкого и Давид-Городокского княжеств. Эта феодальная административная единица имела свой замковый суд, собственную военную хоругвь (отряд), состоящую из клецкой шляхты. Естественно, что эта самостоятельность города и княжества нашла свое отражение в гербе, полученном по привилею 27 августа 1652 года.
Современный герб Клецка утвержден Решением № 106 Клецкого райисполкома от 29 ноября 1999 года и внесён в Гербовый матрикул Республики Беларусь 21 декабря 1999 года под № 37.

## Описание
В золотом поле „барочного“, или „германского“, щита под княжеской короной охотничий рожок с золотой фурнитурой.
Так же как в гербе Копыля, в официальном геральдическом символе Клецка помещен чёрный охотничий рожок. Художник намеренно не изменил его конфигурацию, подчеркивая тем самым одновременность пожалования магдебургского права этим двум городам, принадлежащим одному княжескому роду. Охотничий рожок — элемент родового герба «Трубы» владельцев города — Радзивиллов. Княжеская корона подчёркивает, что князю Николаю Радзивиллу Чёрному в 1558 года было подарено Клецкое княжество.

## Использование

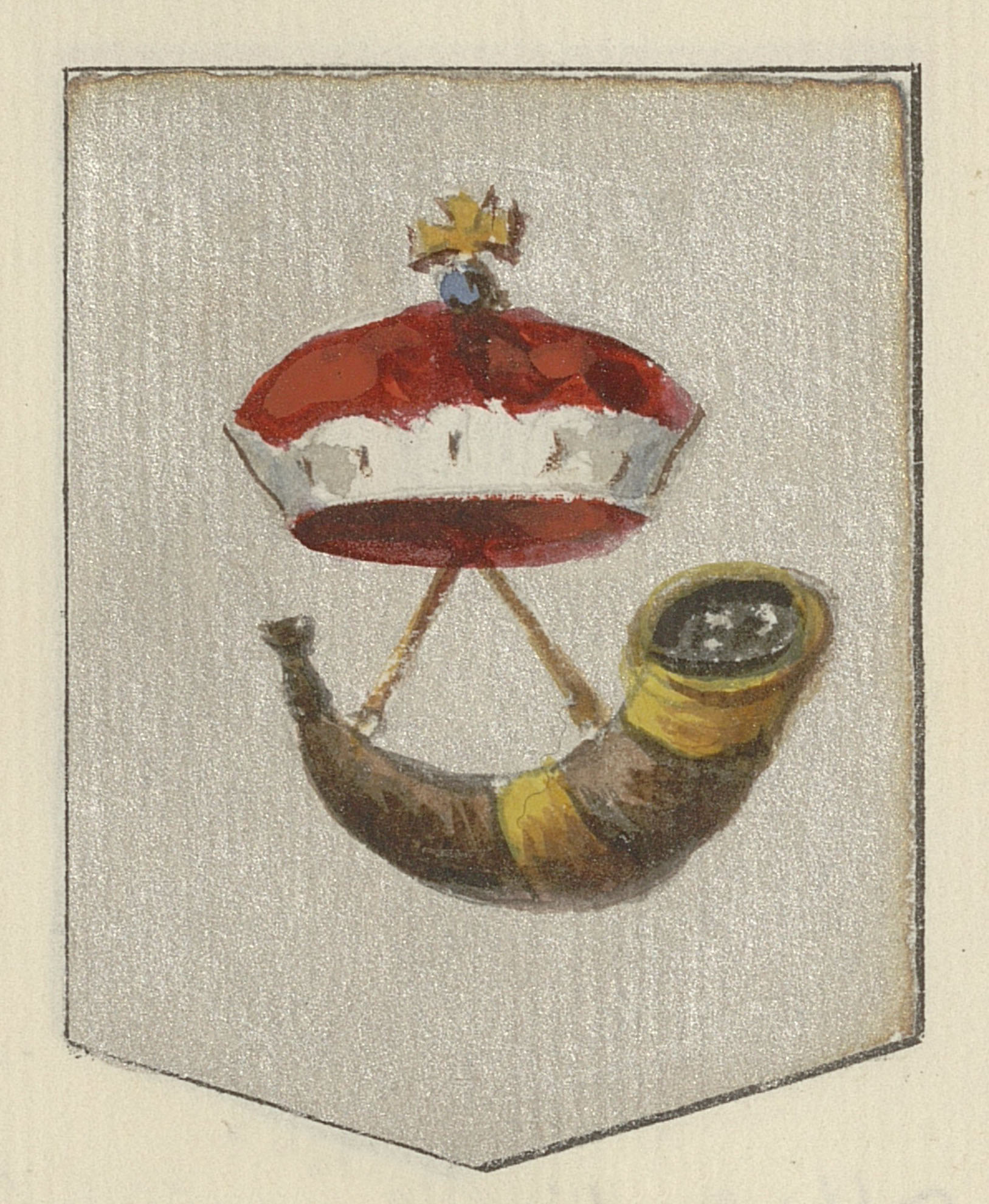
Исторический герб Клецка

Герб города Клецк и Клецкого района — собственность Клецкого района, правом распоряжения которой обладает Клецкий районный исполнительный комитет.
Изображение герба города Клецк размещается на зданиях, в которых расположены органы местного управления и самоуправления города Клецка и района, а также в помещениях заседаний этих органов и в служебных кабинетах их руководителей.
Герб города Клецк может размещаться в тех местах города и Клецкого района, где в соответствии с законодательством предусматривается размещение изображения Государственного герба Республики Беларусь. При одновременном размещении Государственного герба Республики Беларусь, герба города Дзержинска и Дзержинского района и других гербов их расположение определяется в соответствии с Законом Республики Беларусь от 5 июля 2004 года «О государственных символах Республики Беларусь» (Национальный реестр правовых актов Республики Беларусь, 2004 г., № 111, 2/1050).
Герб Клецка относится к историко-геральдическим памятникам Беларуси.